# Jerzy Sochocki
Jerzy Józef Jan Sochocki (ur. 1 kwietnia 1895 we Lwowie, zm. 14 października 1974 w Birmingham) – pułkownik saperów Wojska Polskiego, kawaler Orderu Virtuti Militari.

## Życiorys
Urodził się 1 kwietnia 1895 we Lwowie, w rodzinie Jana, urzędnika Towarzystwa Wzajemnych Ubezpieczeń w Krakowie, i Malwiny z Jägermannów. Był starszym bratem Czesława (1907–1940), porucznika kawalerii, zamordowanego w Katyniu. W 1912 ukończył naukę w klasie VIIa c. k. Wyższej Szkoły Realnej w Stanisławowie i otrzymał świadectwo dojrzałości z wynikiem „dojrzały większością głosów”. W szkole był przewodniczącym zarządu kółka historyczno-literackiego i sekretarzem zarządu kółka chemiczno-przyrodniczego.
W sierpniu 1914 wstąpił do Legionów Polskich. Walczył w szeregach 3 i 6 pułku piechoty Legionów Polskich. W listopadzie 1915 wcielony został do cesarskiej i królewskiej armii. Jego oddziałem macierzystym był 55 pułk piechoty. Na podporucznika rezerwy został mianowany ze starszeństwem z 1 stycznia 1918. Walczył na froncie włoskim. 5 listopada 1918 dostał się do niewoli. Po ucieczce z niewoli przedostał się do Francji. W grudniu 1918 przyjęty został do Armii Polskiej we Francji i przydzielony do batalionu saperów, z którym w maju 1919 wrócił do kraju. 19 czerwca 1919 został mianowany porucznikiem z dniem 24 maja 1919. 20 maja 1920 został przyjęty do Wojska Polskiego z byłej armii gen. Hallera, z zatwierdzeniem stopnia porucznika, zaliczony do Rezerwy armii z jednoczesnym powołaniem do czynnej służby na czas wojny. 25 listopada 1920 został zatwierdzony z dniem 1 kwietnia 1920 w stopniu porucznika, w piechocie, grupie oficerów byłej armii austro-węgierskiej.
Od maja 1919 dowodził kompanią i pełnił obowiązki dowódcy XVIII batalionu saperów. 3 maja 1922 został zweryfikowany w stopniu kapitana ze starszeństwem od 1 czerwca 1919 i 53. lokatą w korpusie oficerów inżynierii i saperów. W kwietniu 1923 został przeniesiony z 1 pułku saperów do 4 pułku saperów w Sandomierzu na stanowisko dowódcy X batalionu saperów. 31 marca 1924 awansował na majora ze starszeństwem z dniem 1 lipca 1923 i 17. lokatą w korpusie oficerów inżynierii i saperów. 26 sierpnia 1925 został przeniesiony do 6 pułku saperów w Przemyślu na stanowisko dowódcy XI batalionu saperów. 2 maja 1926 został przesunięty na stanowisko zastępcy dowódcy pułku. Od 2 kwietnia do 1 sierpnia 1928 pełnił obowiązki dowódcy pułku. 3 stycznia 1929 został odkomenderowany na kurs w Wyższej Szkole Wojennej w Warszawie. W kwietniu został przeniesiony do kadry oficerów saperów z równoczesnym przeniesieniem służbowym do 3 Brygady Saperów w Poznaniu na stanowisko I oficera sztabu. Obowiązki na nowym stanowisku objął 3 lipca 1929 po ukończeniu kursu. W czerwcu 1930 ogłoszono zwolnienie go z zajmowanego stanowiska i oddanie do dyspozycji dowódcy Okręgu Korpusu Nr VII, lecz 10 lipca zarządzenie zostało unieważnione. 14 stycznia 1931 został przydzielony na IV dwunastomiesięczny kurs fortyfikacyjny przy Szkole Podchorążych Inżynierii w Warszawie. 16 grudnia tego roku wrócił z kursu i objął obowiązki I oficera sztabu. Trzy dni później otrzymał przeniesienie na stanowisko szefa Fortyfikacji Obszaru Warownego „Wilno”, lecz 22 lutego 1932 zarządzenie w tej sprawie zostało unieważnione.
4 marca 1932 objął obowiązki szefa Fortyfikacji Grudziądz. Z dniem 15 września 1933 został przeniesiony do Szefostwa Fortyfikacji Toruń na stanowisko szefa, lecz obowiązki objął dopiero 23 listopada tego roku. 27 czerwca 1935 został podpułkownikiem ze starszeństwem z dniem 1 stycznia 1935 i 2. lokatą w korpusie oficerów inżynierii i saperów. W kwietniu 1936 przydzielony został do sztabu inspektora saperów i szefa fortyfikacji, generała brygady Mieczysława Dąbkowskiego. W marcu 1939 był przydzielony do rezerwy personalnej oficerów przy Inspektorze Saperów na stanowisko kierownika robót.
W kampanii wrześniowej 1939 służył w Dowództwie Saperów Naczelnego Dowództwa. Po zakończeniu kampanii internowany w Rumunii, uciekł. W 1940 dostał się do Francji, potem do Wielkiej Brytanii. Pełnił służbę w Polskich Sił Zbrojnych. Od czerwca 1940 w Szkocji kierował Grupą Fortyfikacyjną w 10 Brygadzie Kawalerii. W październiku tego roku objął dowództwo batalionu saperów I Korpusu. W listopadzie 1941 przeniesiony został do Brygady Szkolnej.
W następnym roku skierowany został do służby w Armii Polskiej na Bliskim Wschodzie. W czerwcu 1942 mianowany został dowódcą 10 batalionu saperów. Na jego czele odbył kampanię włoską. Walczył i odznaczył się pod Monte Cassino i Ankoną. 1 marca 1944 awansował na pułkownika. W czerwcu 1945 objął dowództwo Grupy Saperów 2 Korpusu. Od marca do maja 1947 dowodził Bazą 2 Korpusu. Po przeniesieniu z Włoch do Wielkiej Brytanii został zdemobilizowany.
Pozostał na emigracji w Wielkiej Brytanii. Osiedlił się w Birmingham. Pełnił funkcję delegata rządu RP na Midlandy. Był prezesem Koła Związku Ziem Wschodnich w Birmingham. 11 listopada 1964 Prezydent RP August Zaleski nadał mu stopień generała brygady. Zmarł 14 października 1974 w Birmingham i został pochowany na cmentarzu Handsworth.
Od 1921 był żonaty z Adelą Olgą z domu Mikulaschek, z którą miał syna Jerzego Jana (ur. 16 lutego 1922). 

## Ordery i odznaczenia
- Krzyż Srebrny Orderu Wojskowego Virtuti Militari nr 4470[35][36][37]
- Krzyż Komandorski Orderu Odrodzenia Polski – 3 maja 1968 „za zasługi położone dla Rzeczypospolitej Polskiej w służbie państwowej i pracy społecznej”[38]
- Krzyż Walecznych trzykrotnie „za czyny męstwa i odwagi wykazane w bojach toczonych w latach 1918-1921”[39][40]
- Krzyż Walecznych trzykrotnie „za czyny męstwa i odwagi wykazane w wojnie rozpoczętej 1 września 1939 roku”[30]
- Złoty Krzyż Zasługi z Mieczami dwukrotnie[32]
- Złoty Krzyż Zasługi – 10 listopada 1928[41][42]
- Medal Pamiątkowy za Wojnę 1918–1921 – 1928[33]
- Medal Dziesięciolecia Odzyskanej Niepodległości – 1929[33]
- łotewski Medal Pamiątkowy 1918-1928 – 6 sierpnia 1929[43]

26 czerwca 1938 Komitet Krzyża i Medalu Niepodległości odrzucił wniosek o nadanie mu tego odznaczenia.
austro-węgierskie
- Krzyż Zasługi Wojskowej 3 klasy z dekoracją wojenną[46]
- Brązowy Medal Zasługi Wojskowej na wstążce Krzyża Zasługi Wojskowej[46]
- Srebrny Medal Waleczności 1 klasy[46]
- Srebrny Medal Waleczności 2 klasy[46][9]
- Brązowy Medal Waleczności[46]
- Krzyż Wojskowy Karola[46][9]
- Medal Rannych[46]